# 马斯喀特苏丹国
马斯喀特苏丹国（阿拉伯语：‎）是18世纪的一个海上帝国，1820年与阿曼伊玛目国合并，形成了马斯喀特和阿曼苏丹国。

## 纳迪尔沙征服马斯喀特
1743年，纳迪尔沙占领了马斯喀特。当纳迪尔沙在1747年被暗杀时，他的帝国瓦解了，阿曼苏丹国从阿夫沙尔王朝重新独立。